# 5-я воздушно-десантная бригада
5-я воздушно-десантная бригада (5-я вдбр) — воинское соединение Вооружённых Сил СССР, принимавшее участие в Великой Отечественной войне.

## История формирования
Бригада сформирована в Киевском Особом военном округе на базе 211-й стрелковой дивизии в мае 1941 года.
Боевой период: 11 июля — 19 ноября 1941 года.
5-я воздушно-десантная бригада полковника Александра Ильича Родимцева — была переброшена в ночь на 7 августа 1941 года на направление главного удара наступавших на Киев немецких войск. Проведённая бригадой контратака позволила на какое-то время стабилизировать положение.
С 10 августа 1941 года началось контрнаступление советских войск на южном фасе КиУР, 5-я воздушно-десантная бригада вела бой в лесу в районе совхоза Феофания. 11 августа 1941 года 5-я и 6-я воздушно-десантные бригады дрались за хутор Красный Трактир (2-3 км северо-восточнее х. Чабаны, сейчас это территория Выставочного центра). 11 августа 1941 года 5-я и 6-я воздушно-десантные бригады вели бои в районе Хотов и Новосёлки. В боях 11—12 августа десантники удержали свои позиции и отбросили прорвавшиеся немецкие части на несколько километров от Киева, лишив немецкую артиллерию возможности обстреливать город.
Из оперативной сводки штаба ЮЗФ к 22:00 12.08.41г.:

…По решению командующего армией с утра 12.08.41 г. 147 сд, 5 и 6 вдбр выводились в армейский резерв в район с. Хотов и совхоз Феофания, остальные части продолжают наступление с задачей восстановить передний край обороны КиУР на фронте Юровка — Мрыги.
В 5-й воздушно-десантной бригаде с начала боёв вышло из строя на 13 августа 1941 года 145 человек комсостава и 1146 человек рядового состава.
В августе-октябре 1941 года в составе 43-й армии Резервного фронта находилась вновь сформированная 211-я стрелковая дивизия, которой командовал М. С. Батраков.
20 ноября 1941 года управление 5-й вдбр было развёрнуто в управление 87-й стрелковой дивизии, созданной из войск 3-го воздушно-десантного корпуса, которую возглавил Родимцев. Сама 5-я вдбр была преобразована в 16-й стрелковый полк 87-й стрелковой дивизии.

## Боевой состав на 1 июня 1941 года
- управление бригады, в/ч 3607
- 3-е отделение штаба бригады, в/ч 3439
- 1-й парашютно-десантный батальон, в/ч 3271
- 2-й парашютно-десантный батальон
- 3-й парашютно-десантный батальон
- 4-й парашютно-десантный батальон
- школа младшего командного состава
- отдельный артиллерийский дивизион
- отдельная зенитно-пулемётная рота
- отдельная разведывательная самокатная рота
- отдельная рота связи

## Командир бригады
- полковник Родимцев, Александр Ильич

## Отличившиеся воины
- Цыбулёв, Алексей Иванович, ефрейтор, наводчик орудия отдельного артиллерийского дивизиона. Указ Президиума Верховного Совета СССР от 20 ноября 1941 года.